# Paspalum

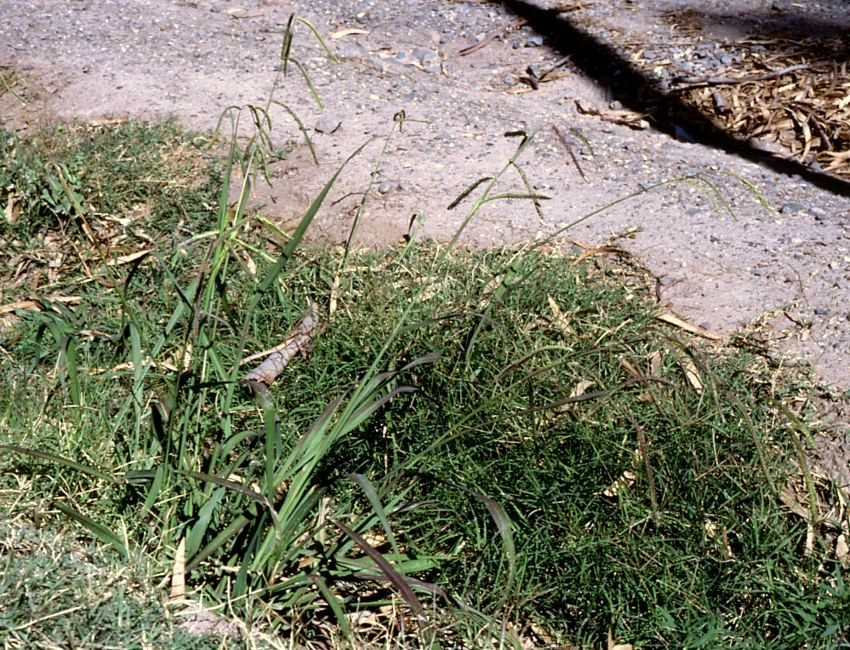
Paspalum dilatatum

Paspalum és un gènere de plantes de la família de les poàcies, ordre de les poals, subclasse de les commelínides, classe de les liliòpsides, divisió dels magnoliofitins.

## Taxonomia
- Paspalum alcalinum Mez
- Paspalum amphicarpum Ekman
- Paspalum amplum Nash
- Paspalum anceps Mez
- Paspalum apiculatum Doell.
- Paspalum auritum Chase
- Paspalum australe Nash
- Paspalum axillare Swallen
- Paspalum azuayense Sohns
- Paspalum barbinode Hack.
- Paspalum bicilium Mez
- Paspalum bifidifolium Soderstr.
- Paspalum bifidum (Bertol.) Nash
- Paspalum blepharophyllum Nash
- Paspalum boliviense Chase
- Paspalum burchellii Doell.
- Paspalum bushii Nash
- Paspalum caespitosum Flügge
- Paspalum canum Sohns
- Paspalum capillifolium Nash
- Paspalum chacoense Parodi
- Paspalum chapmani Nash
- Paspalum chaseanum Parodi
- Paspalum chrysodactylon Doell.
- Paspalum chrysostachyum Nees
- Paspalum ciliatifolium Michx.
- Paspalum circulare Nash
- Paspalum clavuliferum C. Wright
- Paspalum costaricense Mez
- Paspalum crassum Chase
- Paspalum crinitum Chase
- Paspalum crispatum Hack.
- Paspalum culiacanum Vasey
- Paspalum curassavicum Chase
- Paspalum curtisianum Steud.
- Paspalum dasytrichyum Swallen
- Paspalum delicatum Swallen
- Paspalum digitaria Müll. Stuttg.
- Paspalum dilatatum Poiret
- Paspalum distortum Chase
- Paspalum edmondi León
- Paspalum eggertii Nash
- Paspalum epile Nash
- Paspalum erectifolium Swallen
- Paspalum fasciculatum Willd. ex Flügge
- Paspalum frankii Steud.
- Paspalum geminum Nash
- Paspalum glaberrimum Nash
- Paspalum gracilimum Nash
- Paspalum guatemalense Bartlett
- Paspalum guttatum Trin.
- Paspalum hallii Vasey et Scribn.
- Paspalum hassleri Hack.
- Paspalum helleri Nash
- Paspalum hemicryptum C. Wright
- Paspalum heterotrichum Trin.
- Paspalum hintoni Chase
- Paspalum imops Vasey
- Paspalum inconstans Chase
- Paspalum intermedium Morong
- Paspalum jaliscanum Chase
- Paspalum kappleri Doell.
- Paspalum kearneyi Nash
- Paspalum kentuckiense Nash
- Paspalum lindenianum Rich.
- Paspalum lloydii Nash
- Paspalum longiaristatum Davidse et Filg.
- Paspalum longicilium Nash
- Paspalum longicuspe Nash
- Paspalum longifolium Roxb.
- Paspalum longiligulatum Renvoize
- Paspalum longipedunculatum Leconte
- Paspalum longipilum Nash
- Paspalum lucidulum Swallen
- Paspalum maculatum Nash
- Paspalum madorense Renvoize
- Paspalum malacophyllum Doell.
- Paspalum manabiense Mez
- Paspalum maritinum Trin.
- Paspalum minus E. Fourn.
- Paspalum muhlenbergii Nash
- Paspalum nanum C. Wright
- Paspalum nelsoni Chase
- Paspalum notatum
- Paspalum olivaceum Hitchc. et Chase
- Paspalum oricola Millsp. et Chase
- Paspalum paspalodes (Michx) Scribner
- Paspalum paucispicatum Vasey
- Paspalum pellitum Nees
- Paspalum pittieri Beal
- Paspalum plenipilum Nash
- Paspalum plicatulum Michx.
- Paspalum portoricense Nash
- Paspalum praelongum Nash
- Paspalum propinquum Nash
- Paspalum prostratum Nash
- Paspalum prostratum Scribn.
- Paspalum racemosum Nutt.
- Paspalum redundans Chase
- Paspalum reptatum Hitchc. et Chase
- Paspalum restingense Renvoize
- Paspalum rigidifolium Nash
- Paspalum rocanum León
- Paspalum rosei Scribn. et Merr.
- Paspalum rottboellioides C. Wright
- Paspalum saugetii Chase
- Paspalum scabrum Scribn.
- Paspalum scalare Trin.
- Paspalum scrobiculatum L.
- Paspalum serratum Hitchc. et Chase
- Paspalum setaceum Michx.
- Paspalum setiglume Chase
- Paspalum simplex Morong
- Paspalum simpsonii Nash
- Paspalum splendens Hack.
- Paspalum stramineum Nash
- Paspalum stuckertii Hack.
- Paspalum tardum Nash
- Paspalum trianae Pilg.
- Paspalum triglochinoides Mez
- Paspalum tropicum Doell.
- Paspalum underwoodii Nash
- Paspalum usteri Hack.
- Paspalum vaginatum Swartz
- Paspalum verrucosum Hack.
- Paspalum villanicense Mez
- Paspalum villosissimum Nash
- Paspalum virgatum L.
- Paspalum wrightii Hitchc. et Chase

(vegeu-ne una relació més exhaustiva a Wikispecies)

## Sinònims
(Els gèneres marcats amb dos asteriscs (**) són sinònims possibles)

Anachyris Nees, 
Anachyrium Steud., orth. var., 
Cerea Schltdl.,
Ceresia Pers.,
Cleachne Adans., nom. inval.,
Cymatochloa Schltdl.,
Dichromus Schltdl., nom. inval., 
Digitaria Heist. ex Fabr.,
Dimorphostachys E. Fourn.,
Maizilla Schltdl., 
Moenchia Steud., nom. inval., 
Paspalanthium Desv., 
Reimaria Humb. i Bonpl. ex Flüggé, 
Sabsab Adans., 
**Thrasya Kunth, 
Wirtgenia Döll, nom. inval.